# گرند پاس، میسوری
گرند پاس (به انگلیسی: Grand Pass) یک روستا (ایالات متحده آمریکا) در ایالات متحده آمریکا است که در شهرستان سالین، میزوری واقع شده‌است.
 گرند پاس ۰٫۲۸ کیلومتر مربع مساحت و ۶۶ نفر جمعیت دارد و ۲۰۶ متر بالاتر از سطح دریا واقع شده‌است.